# Kosuke Yatsuda
Kosuke Yatsuda (八田 康介 Yatsuda Kosuke?, nacido el 17 de marzo de 1982 en Fukuoka) es un exfutbolista japonés. Jugaba de defensa y su último club fue el Avispa Fukuoka de Japón.

## Trayectoria

### Clubes
| Club                | País  | Año         |
| ------------------- | ----- | ----------- |
| Sanfrecce Hiroshima | Japón | 2000 - 2006 |
| Sagan Tosu          | Japón | 2005        |
| FC Tokyo            | Japón | 2007        |
| Yokohama FC         | Japón | 2008 - 2009 |
| Tokushima Vortis    | Japón | 2010        |
| SC Sagamihara       | Japón | 2011        |
| Avispa Fukuoka      | Japón | 2012        |

## Estadística de carrera

### J. League
| Club                | Año   | J. League | J. League | Copa J. League | Copa J. League | Total | Total |
| Club                | Año   | Part.     | Goles     | Part.          | Goles          | Part. | Goles |
| ------------------- | ----- | --------- | --------- | -------------- | -------------- | ----- | ----- |
| Sanfrecce Hiroshima | 2000  | 0         | 0         | 0              | 0              | 0     | 0     |
| Sanfrecce Hiroshima | 2001  | 3         | 0         | 2              | 0              | 5     | 0     |
| Sanfrecce Hiroshima | 2002  | 7         | 0         | 4              | 0              | 11    | 0     |
| Sanfrecce Hiroshima | 2003  | 24        | 0         | 0              | 0              | 24    | 0     |
| Sanfrecce Hiroshima | 2004  | 3         | 0         | 0              | 0              | 3     | 0     |
| Sagan Tosu          | 2005  | 29        | 2         | -              | -              | 29    | 2     |
| Sanfrecce Hiroshima | 2006  | 4         | 0         | 4              | 0              | 8     | 0     |
| FC Tokyo            | 2007  | 1         | 0         | 0              | 0              | 1     | 0     |
| Yokohama FC         | 2008  | 30        | 1         | -              | -              | 30    | 1     |
| Yokohama FC         | 2009  | 26        | 2         | -              | -              | 26    | 2     |
| Tokushima Vortis    | 2010  | 0         | 0         | -              | -              | 0     | 0     |
| Avispa Fukuoka      | 2012  | 0         | 0         | -              | -              | 0     | 0     |
| Total               | Total | 127       | 5         | 10             | 0              | 137   | 5     |